# شیندلر (داکوتای جنوبی)
شیندلر(به انگلیسی: Shindler) شهری در ایالت داکوتای جنوبی کشور ایالات متحده آمریکا است که جمعیت آن در سرشماری سال ۲۰۱۰ میلادی، ۵۸۴ نفر بوده‌است.